# Transnistrien
Transnistrien, Transdnjestr eller Pridnestrovie er et ikke FN-medlemsland primært beliggende på en stribe land mellem floden Dnestr og den østlige moldaviske grænse til Ukraine. Siden uafhængighedserklæringen i 1990, og især efter krigen i Transnistrien i 1992, bliver området de facto regeret som Den Pridnestroviske Moldaviske Republik (PMR), også kendt som "Pridnestrovien"), en af verdenssamfundet ikke-anerkendt republik, som påberåber sig området øst for floden Dnestr, byen Bender, og dens omgivende lokaliteter på vestbredden. Republikken Moldova anerkender ikke løsrivelsen og anser områder kontrolleret af PMR at være en del af Moldovas autonome region Stînga Nistrului ("venstre bred af Dnestr").
  
Transnistrien er 4.163 km2 og har et indbyggertal på forventet 509.439 (2013). Befolkningstætheden er på 122,37 pr km2 (2013). Hovedstaden er Tiraspol (ca. 150.000 indbyggere), som også er Moldovas andenstørste by.
Transnistriens suverænitet anerkendes ikke af nogen medlemsstater af de Forenede Nationer, og det har ingen diplomatiske forbindelser med dem.
De stater som anerkender Transnistriens suverænitet er Abkhasien, Artsakh og Sydossetien. I praksis også anerkendt af Rusland.[kilde mangler]